# استان چرنیهیف
استان چرنیهیف (به اوکراینی: Чернігівська область) یکی از استان‌های شمالی کشور اوکراین است و مرکز این استان شهر چرنیهیف می‌باشد.

## شهرهای استان چرنیهیو

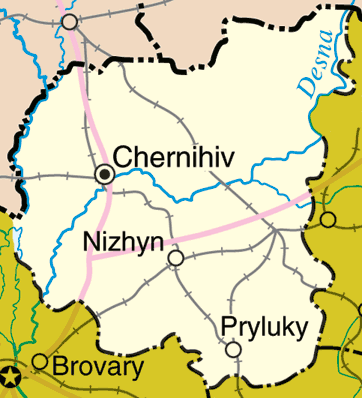

- ایچنیا
- سمنیفکا
- اوستر
- باتورین
- باخماچ
- بوبروویتسیا
- بورزنا
- شچورز
- منا، اوکراین
- نوسیفکا
- نووهورود-سیورسکیی
- نیژین
- هورودنیا
- پریلوکی
- چرنیهیف
- کوریوکیفکا